# Championnats nationaux de cyclisme sur route en 2015
Navigation
2014 2016
Les championnats nationaux de cyclisme sur route en 2015 commencent dès janvier pour l'Australie et la Nouvelle-Zélande. La plupart des championnats nationaux de cyclisme ont lieu aux mois de juin et juillet.

## Champions 2015

### Élites hommes
| Pays                      | Course en ligne                   | Contre-la-montre          |
| ------------------------- | --------------------------------- | ------------------------- |
| Afrique du Sud            | Jacques Janse van Rensburg        | Daryl Impey               |
| Albanie                   | Redi Halilaj                      | Eugert Zhupa              |
| Algérie                   | Abderrahmane Mansouri             | Abdelkader Belmokhtar     |
| Allemagne                 | Emanuel Buchmann                  | Tony Martin               |
| Andorre                   | Julio Pintado                     |                           |
| Angola                    | Igor Silva                        | Igor Silva                |
| Antigua-et-Barbuda        | Jyme Bridges                      | Robert Marsh              |
| Argentine                 | Daniel Juárez                     | Alejandro Durán           |
| Aruba                     | Jean Junor                        | Gino Hodge                |
| Australie                 | Heinrich Haussler                 | Richie Porte              |
| Autriche                  | Marco Haller                      | Georg Preidler            |
| Azerbaïdjan               | Maksym Averin                     | Maksym Averin             |
| Bahamas                   | Jay Major                         |                           |
| Bahreïn                   | Mansoor Jawad                     | Sayed Ahmed Alawi         |
| Belgique                  | Preben Van Hecke                  | Jurgen Van den Broeck     |
| Belize                    | Giovanni Lovell                   | Giovanni Lovell           |
| Bermudes                  | Dominique Mayho                   | Shannon Lawrence          |
| Biélorussie               | Andrei Krasilnikau                | Vasil Kiryienka           |
| Bolivie                   | Óscar Soliz                       | Óscar Soliz               |
| Bosnie-Herzégovine        | Aleksa Crnčević                   | Nikica Atlagić            |
| Brésil                    | Everson Camilo                    | Magno Nazaret             |
| Bulgarie                  | Nikolay Mihaylov                  | Nikolay Mihaylov          |
| Canada                    | Guillaume Boivin                  | Hugo Houle                |
| Chili                     | José Luis Rodríguez Aguilar       | Wolfgang Burmann          |
| Chine                     | Yake Hou                          | Nan Wu                    |
| Chypre                    | Constantinos Thymides             | Andréas Miltiádis         |
| Colombie                  | Robinson Chalapud                 | Rigoberto Urán            |
| Corée du Sud              | Park Sang-hong                    | Jang Kyung-gu             |
| Costa Rica                | Bryan Villalobos                  | Josué González            |
| Côte d'Ivoire             | Abou Sanogo                       |                           |
| Croatie                   | Emanuel Kišerlovski               | Matija Kvasina            |
| Cuba                      | José Mojica                       | José Mojica               |
| Danemark                  | Chris Anker Sørensen              | Christopher Juul Jensen   |
| Émirats arabes unis       | Yousif Mirza                      | Badr Mirza                |
| Équateur                  | José Ragonessi                    | Jonathan Caicedo          |
| Érythrée                  | Natnael Berhane                   | Daniel Teklehaimanot      |
| Espagne                   | Alejandro Valverde                | Jonathan Castroviejo      |
| Estonie                   | Gert Jõeäär                       | Gert Jõeäär               |
| États-Unis                | Matthew Busche                    | Andrew Talansky           |
| Éthiopie                  | Tsgabu Grmay                      | Tsgabu Grmay              |
| Finlande                  | Samuel Pökälä                     | Samuel Pökälä             |
| France                    | Steven Tronet                     | Jérôme Coppel             |
| Géorgie                   | Giorgi Nareklishvili              | Giorgi Nareklishvili      |
| Grande-Bretagne           | Peter Kennaugh                    | Alex Dowsett              |
| Grèce                     | Polychrónis Tzortzákis            | Ioánnis Tamourídis        |
| Guatemala                 | Manuel Rodas                      | Manuel Rodas              |
| Hong Kong                 | Ko Siu Wai                        | Cheung King Lok           |
| Hongrie                   | István Molnár                     | Krisztián Lovassy         |
| Iran                      | Behnam Maleki                     | Hossein Askari            |
| Irlande                   | Damien Shaw                       | Ryan Mullen               |
| Islande                   | Ingvar Ómarsson                   | Hákon Hrafn Sigurosson    |
| Israël                    | Guy Sagiv                         | Yoav Bear                 |
| Italie                    | Vincenzo Nibali                   | Adriano Malori            |
| Japon                     | Kazushige Kuboki                  | Ryūtarō Nakamura          |
| Kazakhstan                | Oleg Zemlyakov                    | Alexey Lutsenko           |
| Kirghizistan              | Eugen Wacker                      | Eugen Wacker              |
| Koweït                    | Salman Alsaffar                   | Saied Jafer Alali         |
| Lettonie                  | Aleksejs Saramotins               | Gatis Smukulis            |
| Liban                     | Elias Abou Rachid                 | Elias Abou Rachid         |
| Lituanie                  | Aidis Kruopis                     | Ramūnas Navardauskas      |
| Luxembourg                | Bob Jungels                       | Bob Jungels               |
| Macédoine                 | Stefan Petrovski                  | Stefan Petrovski          |
| Malaisie                  | Nur Amirul Fakhruddin Mazuki      |                           |
| Malte                     | Maurice Formosa                   | Wayne Spiteri             |
| Maroc                     | Soufiane Haddi                    | Soufiane Haddi            |
| Maurice                   | Yoan Pirogue                      | Yannick Lincoln           |
| Mexique                   | Ignacio Prado                     | Flavio de Luna            |
| Moldavie                  | Maxim Rusnac                      | Maxim Rusnac              |
| Mongolie                  | Altanzul Altansukh                | Tuguldur Tuulkhangai      |
| Monténégro                | Goran Cerovic                     |                           |
| Namibie                   | Dan Craven                        | Gerhard Mans              |
| Nicaragua                 |                                   | José Geovanni Rodríguez   |
| Norvège                   | Edvald Boasson Hagen              | Edvald Boasson Hagen      |
| Nouvelle-Zélande          | Joseph Cooper                     | Michael Vink              |
| Ouganda                   | Sebastian Kigongo                 |                           |
| Ouzbékistan               | Ruslan Karimov                    | Muradian Khalmuratov      |
| Panama                    | Jorge Castelblanco                | Yelko Gómez               |
| Pays-Bas                  | Niki Terpstra                     | Wilco Kelderman           |
| Pérou                     | Alain Quispe                      | Frederico Alejandro Muñoz |
| Philippines               | Jhon Mark Camingao                | Ronald Oranza             |
| Pologne                   | Tomasz Marczyński                 | Marcin Białobłocki        |
| Porto Rico                | Edgardo Richiez                   | Juan Martínez             |
| Portugal                  | Rui Costa                         | Nélson Oliveira           |
| République centrafricaine | Marvain Lopez Tognama Kossouhorou | Hervé Rodrigue Selemgouna |
| République dominicaine    | Norlandy Tavera                   | Rafael Merán              |
| République tchèque        | Petr Vakoč                        | Jan Bárta                 |
| Roumanie                  | Serghei Tvetcov                   | Serghei Tvetcov           |
| Russie                    | Yury Trofimov                     | Artem Ovechkin            |
| Rwanda                    | Joseph Biziyaremye                | Valens Ndayisenga         |
| Saint-Marin               | Federico Gasperoni                |                           |
| Sainte-Lucie              | Fidel Esnard                      |                           |
| Salvador                  | Erick Herrera                     | Rafael Carías             |
| Sao Tomé-et-Principe      | Maoro Silveira                    | Ediney Nascimento         |
| Serbie                    | Ivan Stević                       | Gabor Kasa                |
| Slovaquie                 | Peter Sagan                       | Peter Sagan               |
| Slovénie                  | Luka Pibernik                     | Jan Tratnik               |
| Suède                     | Alexander Gingsjö                 | Gustav Larsson            |
| Suisse                    | Danilo Wyss                       | Silvan Dillier            |
| Suriname                  | Ruben Vismale                     | Ruben Vismale             |
| Swaziland                 | Joseph Waring                     |                           |
| Syrie                     | Nazir Jaser                       | Nazir Jaser               |
| Thaïlande                 | Kritsada Changpad                 | Nawuti Liphongyu          |
| Togo                      | Abdou Raouf Akanga                |                           |
| Trinité-et-Tobago         | Gevan Samuel                      | Akil Campbell             |
| Tunisie                   | Rafaâ Chtioui                     | Rafaâ Chtioui             |
| Turquie                   | Ahmet Akdilek                     | Ahmet Örken               |
| Ukraine                   | Mykhailo Kononenko                | Sergiy Lagkuti            |
| Uruguay                   | Geovane Fernández                 | Néstor Pías               |
| Venezuela                 | Juan Murillo                      | Yonder Godoy              |
| Zimbabwe                  | Dave Martin                       | Dave Martin               |

### Élites femmes
| Championnats nationaux    | Championnats nationaux                               | Championnats nationaux                         | Championnats nationaux |
| Pays                      | Course en ligne                                      | Contre-la-montre                               |                        |
| ------------------------- | ---------------------------------------------------- | ---------------------------------------------- | ---------------------- |
| Afrique du Sud            | Ashleigh Moolman (Bigla)                             | Ashleigh Moolman (Bigla)                       |                        |
| Algérie                   | Aïcha Tihar                                          | Aïcha Tihar                                    |                        |
| Allemagne                 | Trixi Worrack (Velocio-SRAM)                         | Mieke Kröger (Velocio-SRAM)                    |                        |
| Antigua-et-Barbuda        | Tamiko Butler                                        | Lindsay Duffy                                  |                        |
| Argentine                 | Julia Sanchez Parma (Itau Shimano Ladies Power Team) | Valeria Müller                                 |                        |
| Aruba                     | Cherley Van der Linden                               | Cherley Van der Linden                         |                        |
| Australie                 | Peta Mullens (Wiggle Honda)                          | Shara Gillow (Rabo Liv Women)                  |                        |
| Autriche                  | Martina Ritter (BTC City Ljubljana)                  | Martina Ritter (BTC City Ljubljana)            |                        |
| Azerbaijan                | Olena Pavlukhina (BTC City Ljubljana)                | Olena Pavlukhina (BTC City Ljubljana)          |                        |
| Belgique                  | Jolien D'Hoore (Wiggle Honda)                        | Ann-Sophie Duyck (Topsport Vlaanderen-Pro-Duo) |                        |
| Belize                    | Shalini Zabaneh                                      | Alicia Thompson                                |                        |
| Biélorussie               | Alena Amialiusik (Velocio-SRAM)                      | Alena Amialiusik (Velocio-SRAM)                |                        |
| Bolivie                   | Daniela Ortuno Espeda                                | Karen Salazar                                  |                        |
| Bosnie-Herzégovine        | Alma Alijagic                                        |                                                |                        |
| Brésil                    | Clemilda Fernandes                                   | Daniela Lionco (Servetto Footon)               |                        |
| Canada                    | Joëlle Numainville (Bigla)                           | Karol-Ann Canuel (Velocio-SRAM)                |                        |
| Chili                     | Denisse Ahumada                                      | Daniela Guajardo                               |                        |
| Chine                     | Meng Zhao Juan (China Chongming-Liv-Champion System) | Pang Yao                                       |                        |
| Chypre                    | Karmen Macheriotou                                   | Karmen Macheriotou                             |                        |
| Colombie                  | Natalia Muñoz                                        | Cristina Sanabria                              |                        |
| Corée du Sud              | Gu Sun-Geun                                          | Lee Ju-mi                                      |                        |
| Croatie                   | Mia Radotić (BTC City Ljubljana)                     | Mia Radotić (BTC City Ljubljana)               |                        |
| Cuba                      | Arlenis Sierra                                       | Marlies Mejías                                 |                        |
| Curaçao                   |                                                      | Marlies Kort                                   |                        |
| Côte d'Ivoire             | Amoin Raymonde N’Guessan                             |                                                |                        |
| Danemark                  | Amalie Dideriksen (Boels Dolmans)                    | Rikke Lønne (BMS BIRN)                         |                        |
| Équateur                  | Miryam Núñez                                         | Miryam Núñez                                   |                        |
| Érythrée                  | Mossana Debesay                                      | Mossana Debesay                                |                        |
| Espagne                   | Anna Sanchis (Wiggle Honda)                          | Anna Sanchis (Wiggle Honda)                    |                        |
| Estonie                   | Liisa Ehrberg (Tre Colli-Forno d'Asolo ACS)          | Liisi Rist (Inpa Sottoli Bianchi Giusfredi)    |                        |
| États-Unis                |                                                      | Kristin Armstrong (Twenty16-Sho-Air)           |                        |
| Finlande                  | Lotta Lepistö (Bigla)                                | Lotta Lepistö (Bigla)                          |                        |
| France                    | Pauline Ferrand-Prévot (Rabo Liv Women)              | Audrey Cordon-Ragot (Wiggle Honda)             |                        |
| Grèce                     | Argyro Milaki                                        | Varvara Fasoi                                  |                        |
| Guatemala                 | Gabriela Soto                                        | Andrea Guillen                                 |                        |
| Hongrie                   | Diána Szurominé Pulsfort                             | Veronika Kormos (Keukens Redant)               |                        |
| Iran                      | Reyhaneh Khatouni                                    | Reyhaneh Khatouni                              |                        |
| Irlande                   | Lydia Boylan (Team WNT)                              | Siobhan Dervan                                 |                        |
| Islande                   | Björk Kristjansdottir                                | Birna Björnsdottir                             |                        |
| Israël                    | Rotem Gafinovitz                                     | Paz Bash                                       |                        |
| Italie                    | Elena Cecchini (Lotto Soudal Ladies)                 | Silvia Valsecchi (BePink LaClassica)           |                        |
| Japon                     | Mayuko Hagiwara (Wiggle Honda)                       | Eri Yonamine                                   |                        |
| Kazakhstan                | Natalya Saifutdinova (Astana-Acca Due O)             | Yekaterina Yuraitis (Astana-Acca Due O)        |                        |
| Lettonie                  | Lija Laizāne (Aromitalia Vaiano)                     | Lija Laizāne (Aromitalia Vaiano)               |                        |
| Lituanie                  | Daiva Tušlaitė (Inpa Sottoli Bianchi Giusfredi)      | Aušrinė Trebaitė                               |                        |
| Luxembourg                | Christine Majerus (Boels Dolmans)                    | Christine Majerus (Boels Dolmans)              |                        |
| Macédoine du Nord         | Aneta Antovska                                       | Aneta Antovska                                 |                        |
| Malaisie                  | Nurul Suhada Zainal                                  |                                                |                        |
| Maroc                     | Nadia Skoukdi                                        | Mounia Benaji                                  |                        |
| Mexique                   | Erika Varela                                         | Íngrid Drexel (Astana-Acca Due O)              |                        |
| Mongolie                  | Enkhjargal Tuvshinjargal                             | Enkhjargal Tuvshinjargal                       |                        |
| Norvège                   | Miriam Bjørnsrud (Hitec Products)                    | Cecilie Gotaas Johnsen (Hitec Products)        |                        |
| Nouvelle-Zélande          | Linda Villumsen (UnitedHealthcare)                   | Jaime Nielsen (BePink LaClassica)              |                        |
| Panama                    | Yineth Kellyam Cubilla                               | Yineth Kellyam Cubilla                         |                        |
| Paraguay                  | Agua Marina Espínola                                 | Agua Marina Espínola                           |                        |
| Pays-Bas                  | Lucinda Brand (Rabo Liv Women)                       | Anna van der Breggen (Rabo Liv Women)          |                        |
| Philippines               | Jermyn Prado                                         | Jermyn Prado                                   |                        |
| Pologne                   | Eugenia Bujak (BTC City Ljubljana)                   | Eugenia Bujak (BTC City Ljubljana)             |                        |
| Porto Rico                | Solymar Rivera                                       | Nilmarie Gonzalez                              |                        |
| Portugal                  | Daniela Reis (DN 17 Poitou-Charentes)                | Daniela Reis (DN 17 Poitou-Charentes)          |                        |
| Pérou                     | Lorena Imaña Diaz                                    |                                                |                        |
| Roumanie                  | Ana Maria Covrig (BePink LaClassica)                 | Ana Maria Covrig (BePink LaClassica)           |                        |
| Royaume-Uni               | Elizabeth Armitstead (Boels Dolmans)                 | Hayley Simmonds                                |                        |
| Russie                    | Anna Potokina (Servetto Footon)                      | Tatiana Antoshina (Servetto Footon)            |                        |
| République centrafricaine | Fatimatou Maidida                                    | Fatimatou Maidida                              |                        |
| République dominicaine    | Cesarina Ballenilla                                  | Juana Fernández                                |                        |
| Sainte-Lucie              | Olivia Descartes                                     |                                                |                        |
| Salvador                  | Evelyn García (Lointek)                              | Evelyn García (Lointek)                        |                        |
| Serbie                    | Maja Markovic                                        | Maja Markovic                                  |                        |
| Slovaquie                 | Alžbeta Bačíková                                     | Tereza Medvedová (BePink LaClassica)           |                        |
| Slovénie                  | Polona Batagelj (BTC City Ljubljana)                 | Polona Batagelj (BTC City Ljubljana)           |                        |
| Sri Lanka                 | Niluka Shyamali                                      |                                                |                        |
| Suisse                    | Jolanda Neff (Servetto Footon)                       | Doris Schweizer (Bigla)                        |                        |
| Suède                     | Emma Johansson (Orica-AIS)                           | Emma Johansson (Orica-AIS)                     |                        |
| Tchéquie                  | Martina Sáblíková                                    | Martina Sáblíková                              |                        |
| Thaïlande                 | Jutatip Maneephan                                    | Jutatip Maneephan                              |                        |
| Tunisie                   | Nour Dissem                                          | Nour Dissem                                    |                        |
| Ukraine                   | Tetyana Riabchenko (Inpa Sottoli Bianchi Giusfredi)  | Hanna Solovey (Astana-Acca Due O)              |                        |
| Venezuela                 | Jennifer Cesar                                       | Jennifer Cesar                                 |                        |
| Zimbabwe                  | Greer Wynn                                           | Greer Wynn                                     |                        |

### Moins de 23 ans hommes
| Pays                      | Course en ligne             | Contre-la-montre            |
| ------------------------- | --------------------------- | --------------------------- |
| Afrique du Sud            | Jayde Julius                | Morne van Niekerk           |
| Albanie                   | Iltjan Nika                 | Iltjan Nika                 |
| Algérie                   | Abderrahmane Mansouri       | Adil Barbari                |
| Allemagne                 | Nils Politt                 | Lennard Kämna               |
| Antigua-et-Barbuda        | Tesheed Gordon              | Tesheed Gordon              |
| Argentine                 | Emiliano Contreras          | Emiliano Contreras          |
| Aruba                     | Jean Junor                  | Eugene Dirksz               |
| Australie                 | Miles Scotson               | Miles Scotson               |
| Autriche                  | Michael Gogl                | Gregor Mühlberger           |
| Azerbaïdjan               | Samir Jabrayilov            | Samir Jabrayilov            |
| Belgique                  | Nathan Van Hooydonck        | Ruben Pols                  |
| Belize                    | Giovanni Lovell             | Giovanni Lovell             |
| Bermudes                  | Dominique Mayho             | Deshi Smith                 |
| Biélorussie               | Dzmitry Zhyhunou            | Aleh Ahiyevich              |
| Bolivie                   | Javier Arando               | Javier Arando               |
| Bosnie-Herzégovine        | Aleksa Crnčević             | Aleksa Crnčević             |
| Brésil                    | Rodrigo Quirino             | Fernando Finkler            |
| Bulgarie                  | Nako Georgiev               | Velizar Furlanski           |
| Canada                    | Benjamin Perry              | Alexander Cataford          |
| Chili                     | José Luis Rodríguez Aguilar | José Luis Rodríguez Aguilar |
| Chypre                    | Valentinos Demetriou        | Andréas Miltiádis           |
| Colombie                  | Edward Díaz                 | Andrés Felipe Herrera       |
| Corée du Sud              | Kim Ok-cheol                | Park Sang-hoon              |
| Costa Rica                | Daniel Bonilla              | José Rodríguez              |
| Côte d'Ivoire             | Abou Sanogo                 |                             |
| Croatie                   | Josip Rumac                 | Bruno Maltar                |
| Cuba                      | Onel Santa Clara            | Eduardo Acosta              |
| Danemark                  | Alexander Kamp              | Mads Würtz Schmidt          |
| Érythrée                  | Amanuel Gebrezgabihier      | Merhawi Kudus               |
| Espagne                   | Jaime Rosón                 | Diego Tirilonte             |
| Estonie                   | Endrik Puntso               | Silver Mäoma                |
| États-Unis                | Keegan Swirbul              | Daniel Eaton                |
| Éthiopie                  | Getachew Sendeku            | Getachew Sendeku            |
| Finlande                  | Roope Nurmi                 | Sasu Halme                  |
| France                    | Hugo Hofstetter             | Rémi Cavagna                |
| Géorgie                   | Giorgi Nareklishvili        | Giorgi Nareklishvili        |
| Grande-Bretagne           | Owain Doull                 | Scott Davies                |
| Grèce                     | Stylianós Farantákis        | Ioánnis Spanópoulos         |
| Guatemala                 | Gerson Toc                  | Dorian Monterroso           |
| Hong Kong                 | Leung Chun Wing             | Leung Chun Wing             |
| Hongrie                   | Ábel Kenyeres               | Viktor Filutás              |
| Iran                      | Amir Kolahdozhagh           | Esmail Chaichi              |
| Irlande                   | Edward Dunbar               | Ryan Mullen                 |
| Israël                    | Guy Sagiv                   | Aviv Yechezkel              |
| Italie                    | Gianni Moscon               | Davide Martinelli           |
| Japon                     | Michimasa Nakai             | Yūma Koishi                 |
| Kazakhstan                | Oleg Zemlyakov              | Stepan Astafyev             |
| Koweït                    | Abdulhadi Alajmi            | Abdulhadi Alajmi            |
| Lettonie                  | Krists Neilands             | Krists Neilands             |
| Liban                     | Elias Abou Rachid           | Elias Abou Rachid           |
| Lituanie                  | Paulius Šiškevičius         | Paulius Šiškevičius         |
| Luxembourg                | Tom Wirtgen                 | Tom Wirtgen                 |
| Macédoine                 | Nikola Djukic               | Nikola Djukic               |
| Malaisie                  | Muhamad Zawawi Azman        |                             |
| Maroc                     | Zouhair Rahil               | Anass Aït El Abdia          |
| Maurice                   | Yoan Pirogue                | Fitzgerald Rabaye           |
| Mexique                   | Ignacio Prado               | Ignacio Prado               |
| Moldavie                  | Cristian Raileanu           | Andrei Covalciuc            |
| Mongolie                  | Narankhuu Bat Erdene        | Erdenebat Altan-ochir       |
| Monténégro                | Demir Mulic                 |                             |
| Namibie                   | Martin Freyer               | Martin Freyer               |
| Norvège                   | Odd Christian Eiking        | Truls Engen Korsæth         |
| Nouvelle-Zélande          | Hamish Schreurs             | James Oram                  |
| Ouzbékistan               | Akramjon Sunnatov           | Akramjon Sunnatov           |
| Panama                    | Cali Villalaz               |                             |
| Pays-Bas                  | Stan Godrie                 | Steven Lammertink           |
| Philippines               | Jhon Mark Camingao          | Jhon Mark Camingao          |
| Pologne                   | Michał Paluta               | Szymon Rekita               |
| Porto Rico                | Brian Babilonia             | Brandon Martínez            |
| Portugal                  | Nuno Bico                   | José Fernandes              |
| République centrafricaine | Hervé Rodrigue Selemgouna   | Hervé Rodrigue Selemgouna   |
| République dominicaine    | Emmanuel Fernández          | Elvys Reyes                 |
| République tchèque        | František Sisr              | Josef Černý                 |
| Roumanie                  | Vlad Nicolae Dobre          | Nicola Andrei Barbu         |
| Russie                    | Artem Nych                  | Alexander Evtushenko        |
| Rwanda                    | Joseph Areruya              | Valens Ndayisenga           |
| Salvador                  | Erick Herrera               | Cristian Ruiz               |
| Serbie                    | Miloš Borisavljević         | Miloš Borisavljević         |
| Slovaquie                 | Erik Baška                  | Erik Baška                  |
| Slovénie                  | David Per                   | Jon Božič                   |
| Suède                     | Ludvig Bengtsson            | Hampus Anderberg            |
| Suisse                    | Patrick Müller              | Théry Schir                 |
| Swaziland                 | Darren Dunn                 |                             |
| Syrie                     | Omar Alhalabe               | Omar Alhalabe               |
| Thaïlande                 | Chirapon Tangprasert        | Peerapong Ladngern          |
| Tunisie                   | Hamza Fatnassi              | Ali Nouisri                 |
| Turquie                   | Fatih Keleş                 | Ahmet Örken                 |
| Ukraine                   | Sergiy Kozachenko           | Marlen Zmorka               |
| Uruguay                   | Robert Méndez               | Agustín Moreira             |
| Venezuela                 | Isaac Yaguaro               | Yonder Godoy                |
| Zimbabwe                  | Thomas Claasen              | Thomas Claasen              |